# Lisa Davanzo
Lisa Davanzo (Musile di Piave, 31 marzo 1917 – San Donà di Piave, 27 marzo 2006) è stata una pedagogista e poetessa italiana.

## Vita e opere[1]
Dopo essersi diplomata a Treviso durante la seconda guerra mondiale svolse l'attività di maestra per oltre trent'anni, sino al 1976. Lavorò a Caorle presso l'Agenzia Romiati, dove operò pure come staffetta partigiana. Dopo la guerra tenne corsi serali a Croce per coloro che avevano perduto anni di scuola e per gli adulti che avevano necessità di conseguire la licenza elementare per ottenere un impiego. 
I suoi nuovi metodi di insegnamento sono testimoniati dalla collaborazione con la casa editrice La Scuola, con la quale pubblicò Schede di ricerca, Educare alla bontà, Girotondo, e Insieme, libro di lettura per il ciclo primario. La particolarità delle esperienze condotte è raccolta nel libro La scuola di Croce, pubblicato dalla medesima casa editrice.
Per quanto riguarda la poesia, esordì subito dopo la guerra con un volume di liriche in italiano, accompagnato da una prefazione di Piero Bargellini ed elogiato da Diego Valeri. Concentrò poi la sua produzione sul mondo quotidiano caratterizzato dalla lingua dialettale dei suoi allievi e delle loro famiglie. Inoltre, per vent'anni allestì rappresentazioni teatrali a Croce, inserendo avvenimenti locali e quotidiani nel quadro della storia maggiore.
Morta di Alzheimer nel 2006, la sua figura e la sua poetica si collocano accanto a quelle di autori più noti quali Delio Tessa e Biagio Marin. Le è stato dedicato anche un premio nazionale di poesia..
Nel 2017, in occasione del centenario della nascita della maestra, l'edificio della vecchia scuola elementare nella quale aveva insegnato per 33 anni è stato trasformato per insistenza della popolazione locale che ha saputo coinvolgere l'Amministrazione Comunale di Musile di Piave nel Centro Civico Lisa Davanzo.